# Трифонов ручей
Трифонов ручей (Трифонайоки, ручей Святого Трифона) — ручей в Печенгском районе Мурманской области России.
Ручей берёт начало в озере Трифонаярви. Протекает преимущественно в южном направлении. Впадает в губу Печенга Баренцева моря.
Длина — около 1,3 км.

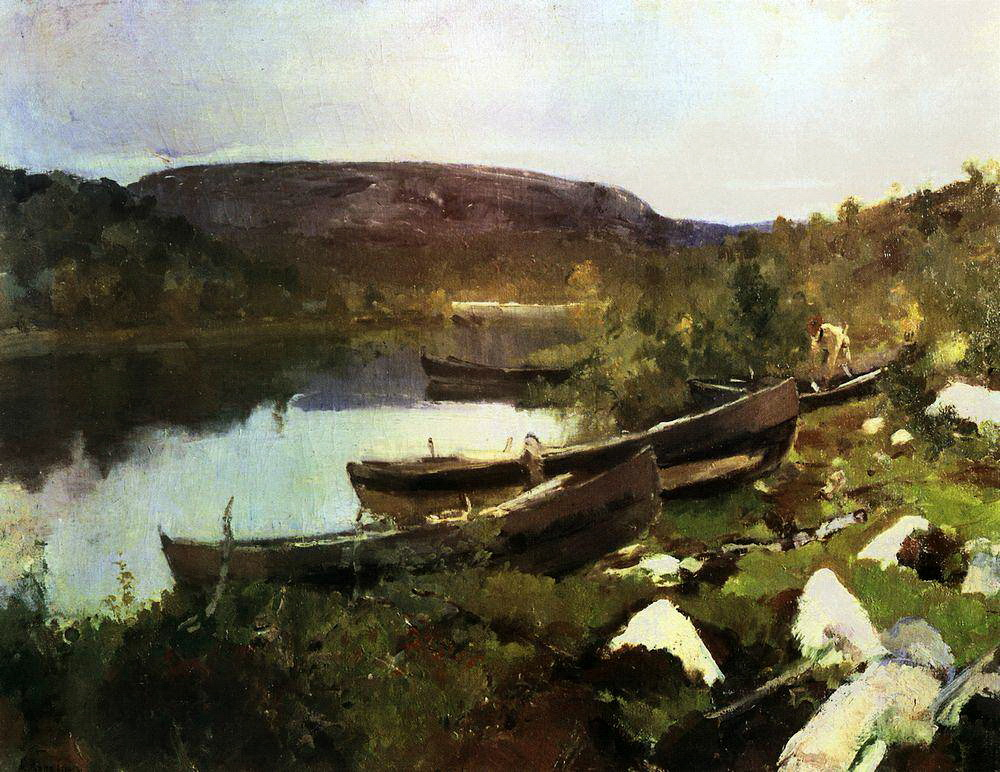
Картина «Ручей святого Трифона в Печенге» Константина Коровина

Трифонова речка упоминается в писцовой книге Кольского острога 1608—1611 годов. В устье Трифонова ручья в 1874 или в 1880 году была образована колония Трифоново (или Трифонов Ручей, фин. Trifona). В 1971 году на месте колонии устроена воинская часть (торпедно-техническая база); просуществовала до 1996 года. В настоящее время населённых пунктов на реке нет.
Ручей изображён на картине русского художника Константина Коровина «Ручей святого Трифона в Печенге» (1894 год).